# Danny Rolling

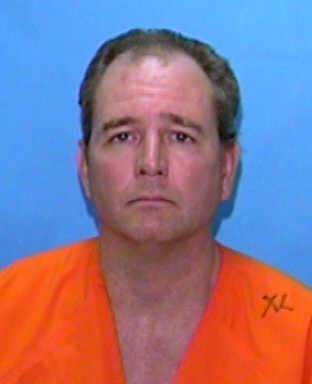

Daniel Harold 'Danny' Rolling (Shreveport, 26 mei 1954 – Bradford County, 25 oktober 2006) was een Amerikaans seriemoordenaar. Hij bekende acht moorden te hebben gepleegd en werd in 2006 geëxecuteerd door middel van een dodelijke injectie in de Florida State Prison. Media gaven Rolling de bijnaam The Gainesville Ripper.

## Misdaden
Rolling groeide op in een thuissituatie vol geweld. Zijn vader James was een politieagent die niet vies was van huiselijk geweld jegens hem, zijn moeder, zijn zus en zijn broertje. Hijzelf werd verschillende keren gearresteerd voor diefstal en voyeurisme. De spanningen tussen zijn vader en hem liepen zo hoog op, dat Rolling hem in 1990 probeerde te vermoorden.
Rolling vermoordde tijdens berovingen en inbraken van november 1989 tot en met augustus 1990 vijf studenten in Gainesville. Eerst richtte hij een bloedbad aan in de woning van huisgenotes Christina Powell (17) en Sonja Larson (17), wier verontruste ouders aan de politie hadden gevraagd om te gaan kijken of alles wel goed met ze ging. Hun lichamen waren verminkt met een mes en in doelbewuste poses achtergelaten. Het lichaam van Christa Hoyt (18) werd onthoofd op haar bed gevonden, nadat ze niet op was komen dagen op haar werk. Rollings vierde en vijfde slachtoffer waren Tracy Inez Paules (23) en Manuel R. 'Manny' Taboada (23), die ook samen een woning deelden. Hun lichamen werden ontdekt toen een vriend kwam kijken hoe het met ze ging, nadat die van een andere vriend te horen kreeg dat Manny al dagenlang zijn telefoon niet opnam.

## Drie extra moorden
Nadat Rolling werd opgepakt, verklaarde hij schuldig te zijn aan alle vijf de moorden nog voor de rechtbank getuigenverklaringen had gehoord. Volgend op zijn veroordeling wees de politie uit Louisiana collega's uit Florida op een onopgeloste driedubbele moord uit 1989 in Shreveport, waarbij William Grissom (55), zijn dochter Julie(24) en kleinzoon Sean (8) omkwamen. Het lichaam van Julie was verminkt en in een pose achtergelaten die aan de handelswijze van Rolling deed denken. Toen Rollings schrijfsels onderzocht werden, bleek hij details van deze moorden te weten die beoordeeld werden als exclusieve daderkennis. Vlak voor zijn executie bekende hij ook deze moorden, op schrift.